# كأس بطولة الولايات المتحدة المفتوحة 2009
كأس بطولة الولايات المتحدة المفتوحة 2009 (بالإنجليزية: 2009 U.S. Open Cup)‏ هو الموسم 96 من كأس بطولة الولايات المتحدة المفتوحة. أقيم خلال الفترة 9 يونيو 2009 وحتى 2 سبتمبر 2009، وأشرف على تنظيمه اتحاد الولايات المتحدة لكرة القدم، وكان عدد الأندية المشاركة فيه 40، وفاز فيه سياتل ساوندرز.